# Frank Mahovlich
Francis William "Frank" Mahovlich, född 11 januari 1938 i Timmins, Ontario, är en kanadensisk före detta professionell ishockeyspelare och numera Senator i Kanadas parlament. Under ishockeykarriären spelade Mahovlich i NHL mellan 1956 och 1974 för Toronto Maple Leafs, Detroit Red Wings och Montreal Canadiens, för att sedan avsluta karriären med fyra säsonger i WHA för Toronto Toros och Birmingham Bulls. Mahovlich vann Stanley Cup sex gånger, med Toronto Maple Leafs 1962, 1963, 1964 och 1967 och med Montreal Canadiens 1971 och 1973.
I februari 1973 blev Mahovlich den åttonde spelaren i NHL:s historia att göra 1000 poäng och ungefär en månad senare blev han den femte spelaren att göra 500 mål. Mahovlich spelade totalt 1181 grundseriematcher i NHL och gjorde under dessa 533 mål och 570 assists. Mahovlich blev invald i Hockey Hall of Fame 1981.
Frank Mahovlichs bror Peter "Little M" Mahovlich var också ishockeyspelare i NHL och bröderna spelade tillsammans i Detroit Red Wings från 1967 till 1969 och i Montreal Canadiens från 1971 till 1974.

## Statistik

### Klubbkarriär
| 1953–54    | Toronto St. Michael's Majors | OHA-Jr.    | 1    | 0   | 1   | 1    | 2    | —   | —  | —  | —   | —   |
| 1954–55    | Toronto St. Michael's Majors | OHA-Jr.    | 25   | 12  | 11  | 23   | 18   | —   | —  | —  | —   | —   |
| 1955–56    | Toronto St. Michael's Majors | OHA-Jr.    | 30   | 24  | 26  | 50   | 55   | 8   | 5  | 5  | 10  | 24  |
| 1956–57    | Toronto St. Michael's Majors | OHA-Jr.    | 49   | 52  | 36  | 88   | 122  | 4   | 2  | 7  | 9   | 14  |
| 1956–57    | Toronto Maple Leafs          | NHL        | 3    | 1   | 0   | 1    | 2    | —   | —  | —  | —   | —   |
| 1957–58    | Toronto Maple Leafs          | NHL        | 67   | 20  | 16  | 36   | 67   | —   | —  | —  | —   | —   |
| 1958–59    | Toronto Maple Leafs          | NHL        | 63   | 22  | 27  | 49   | 94   | 12  | 6  | 5  | 11  | 18  |
| 1959–60    | Toronto Maple Leafs          | NHL        | 70   | 18  | 21  | 39   | 61   | 10  | 3  | 1  | 4   | 27  |
| 1960–61    | Toronto Maple Leafs          | NHL        | 70   | 48  | 36  | 84   | 131  | 5   | 1  | 1  | 2   | 6   |
| 1961–62    | Toronto Maple Leafs          | NHL        | 70   | 33  | 38  | 71   | 87   | 12  | 6  | 6  | 12  | 29  |
| 1962–63    | Toronto Maple Leafs          | NHL        | 67   | 36  | 37  | 73   | 56   | 9   | 0  | 2  | 2   | 8   |
| 1963–64    | Toronto Maple Leafs          | NHL        | 70   | 26  | 29  | 55   | 66   | 14  | 4  | 11 | 15  | 20  |
| 1964–65    | Toronto Maple Leafs          | NHL        | 59   | 23  | 28  | 51   | 76   | 6   | 0  | 3  | 3   | 9   |
| 1965–66    | Toronto Maple Leafs          | NHL        | 68   | 32  | 24  | 56   | 68   | 4   | 1  | 0  | 1   | 10  |
| 1966–67    | Toronto Maple Leafs          | NHL        | 63   | 18  | 28  | 46   | 44   | 12  | 3  | 7  | 10  | 8   |
| 1967–68    | Toronto Maple Leafs          | NHL        | 50   | 19  | 17  | 36   | 30   | —   | —  | —  | —   | —   |
| 1967–68    | Detroit Red Wings            | NHL        | 13   | 7   | 9   | 16   | 2    | —   | —  | —  | —   | —   |
| 1968–69    | Detroit Red Wings            | NHL        | 76   | 49  | 29  | 78   | 38   | —   | —  | —  | —   | —   |
| 1969–70    | Detroit Red Wings            | NHL        | 74   | 38  | 32  | 70   | 59   | 4   | 0  | 0  | 0   | 2   |
| 1970–71    | Detroit Red Wings            | NHL        | 35   | 14  | 18  | 32   | 30   | —   | —  | —  | —   | —   |
| 1970–71    | Montreal Canadiens           | NHL        | 38   | 17  | 24  | 41   | 11   | 20  | 14 | 13 | 27  | 18  |
| 1971–72    | Montreal Canadiens           | NHL        | 76   | 43  | 53  | 96   | 36   | 6   | 3  | 2  | 5   | 2   |
| 1972–73    | Montreal Canadiens           | NHL        | 78   | 38  | 55  | 93   | 51   | 17  | 9  | 14 | 23  | 6   |
| 1973–74    | Montreal Canadiens           | NHL        | 71   | 31  | 49  | 80   | 47   | 6   | 1  | 2  | 3   | 0   |
| 1974–75    | Toronto Toros                | WHA        | 73   | 38  | 44  | 82   | 27   | 6   | 3  | 0  | 3   | 2   |
| 1975–76    | Toronto Toros                | WHA        | 75   | 34  | 55  | 89   | 14   | —   | —  | —  | —   | —   |
| 1976–77    | Birmingham Bulls             | WHA        | 17   | 3   | 20  | 23   | 12   | —   | —  | —  | —   | —   |
| 1977–78    | Birmingham Bulls             | WHA        | 72   | 14  | 24  | 38   | 22   | 3   | 1  | 1  | 2   | 0   |
| OHA totalt | OHA totalt                   | OHA totalt | 105  | 88  | 74  | 162  | 197  | 12  | 7  | 12 | 19  | 38  |
| WHA totalt | WHA totalt                   | WHA totalt | 237  | 89  | 143 | 232  | 75   | 9   | 4  | 1  | 5   | 2   |
| NHL totalt | NHL totalt                   | NHL totalt | 1181 | 533 | 570 | 1103 | 1056 | 137 | 51 | 67 | 118 | 163 |

### Internationellt
| År     | Lag    | Turnering     |    | Matcher | Mål | Assist | Poäng | Utv |
| ------ | ------ | ------------- | -- | ------- | --- | ------ | ----- | --- |
| 1972   | Kanada | Summit Series | 6  | 1       | 1   | 2      | 0     |     |
| 1974   | Kanada | Summit Series | 6  | 1       | 1   | 2      | 6     |     |
| Totalt | Totalt | Totalt        | 12 | 2       | 2   | 4      | 6     |     |